# Distrito electoral de Hancock (condado de Wayne, Nebraska)
Hancock (en inglés: Hancock Precinct) es un distrito electoral ubicado en el condado de Wayne en el estado estadounidense de Nebraska. En el Censo de 2010 tenía una población de 397 habitantes y una densidad poblacional de 4,25 personas por km².

## Geografía
Hancock se encuentra ubicado en las coordenadas 42°7′40″N 97°11′56″O / 42.12778, -97.19889. Según la Oficina del Censo de los Estados Unidos, Hancock tiene una superficie total de 93.34 km², de la cual 93.22 km² corresponden a tierra firme y (0.13%) 0.12 km² es agua.

## Demografía
Según el censo de 2010, había 397 personas residiendo en Hancock. La densidad de población era de 4,25 hab./km². De los 397 habitantes, Hancock estaba compuesto por el 97.48% blancos, el 0.5% eran afroamericanos, el 0.76% eran amerindios, el 0.25% eran asiáticos, el 0% eran isleños del Pacífico, el 0% eran de otras razas y el 1.01% pertenecían a dos o más razas. Del total de la población el 0.5% eran hispanos o latinos de cualquier raza.